# Дудорова, Анна Ивановна
Анна Ивановна Дудорова (1 сентября 1918 года — 16 апреля 2001 года, Пенза) — мастер Саранского комбината кручёных изделий «Сура» Министерства лёгкой промышленности РСФСР, Мордовская АССР. Герой Социалистического Труда (1971).

## Биография
С 1935 года трудилась на Саранском консервном заводе, с 1936 года — прядильщица Саранского пенькового комбината (позднее — Саранский комбинат кручёных изделий «Сура»). В 1939 году окончила рабочие курсы при комбинате, после чего трудилась помощницей мастера в прядильном цехе. В 1944 году назначена сменным мастером.
В 1970 году досрочно выполнила личные социалистические обязательства и производственные задания Восьмой пятилетки (1966—1970). Указом Президиума Верховного Совета СССР от 5 апреля 1971 года «за выдающиеся успехи в досрочном выполнении заданий пятилетнего плана и большой творческий вклад в развитие производства тканей, трикотажа, обуви, швейных изделий и другой продукции легкой промышленности» удостоена звания Героя Социалистического Труда с вручением ордена Ленина и золотой медали «Серп и Молот».
Избиралась депутатом Пролетарского районного Совета народных депутатов города Саранска, в 1961 году — делегатом XXII съезда КПСС.
В 1973 году вышла на пенсию. Проживала в Пензе.
Скончалась в апреле 2001 года. Похоронена на Новозападном кладбище города Пенза.
Награды
- Герой Социалистического Труда
- Орден Ленина
- Орден «Знак Почёта» (09.01.1950)
- Заслуженный работник Мордовской АССР (1967)